# Dariusz Jemielniak
Dariusz Jemielniak (nacido el 17 de marzo de 1975) es profesor de administración, director del departamento MINDS (Management in Networked and Digital Societies) en la Universidad de Kozminski, profesor asociado en el Centro Berkman Klein para Internet y Sociedad de la Universidad de Harvard, miembro correspondiente de la Academia de Ciencias de Polonia. Es Fideicomisario, Patronato de la Fundación Wikimedia. Dariusz ha ocupado una variedad de roles diferentes en Wikipedia, incluido el de administrador, burócrata, usuario de control, administrador y defensor del pueblo. Se desempeñó como presidente del Comité de Difusión de Fondos de Wikimedia durante tres períodos.

## Primeros años y carrera
Dariusz, nacido en Varsovia, Polonia, estudia las comunidades de colaboración abierta, el fenómeno del intercambio organizado (incluida la piratería) y los movimientos anticientíficos. Ha realizado proyectos de investigación sobre temas relacionados en la Universidad de Cornell, la Universidad de Harvard, Berkeley y el MIT.
En 2003-2015, fundó, desarrolló y vendió ling.pl, el diccionario en línea más grande de Polonia. En 2013 cofundó InstaLing, una plataforma educativa gratuita para educadores de idiomas utilizada por más de 200 mil personas. Desde 2016, ha sido miembro de la junta y vicepresidente de Escola S.A., una empresa que cotiza en bolsa que desarrolla aplicaciones móviles y una de las 100 empresas de más rápido crecimiento según Clutch.
Es autor de un libro sobre la organización social de Wikipedia, titulado Common Knowledge?: An Ethnography of Wikipedia, tras un período de investigación sobre la identidad y los roles en proyectos de código abierto, en forma de etnografía participativa.